# Peter Degner

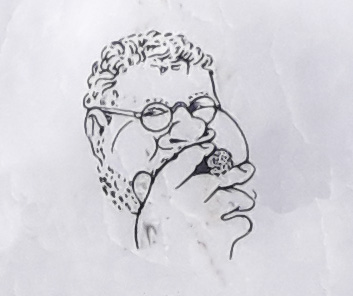
Karikatur auf seinem Grabstein (2021)

Peter Degner (* 23. Januar 1954 in Leipzig; † 15. Januar 2020 in Bad Klosterlausnitz) war ein deutscher Event-Manager, Moderator und Unterhaltungskünstler.

## Leben
Peter Degner wurde 1954 in Leipzig als Sohn von Gertrud Minna Degner, einer entfernten Verwandten des österreichischen Schriftstellers Franz Werfel (1890–1945) geboren. Nach dem Besuch der Schule absolvierte er eine Lehre in einem Modegeschäft und im Anschluss trat er seinen Armeedienst bei der Nationalen Volksarmee an. Dort wurde er nach der Grundausbildung in der Leipziger General-Olbricht-Kaserne zur Kulturabteilung, der sogenannten Kulturbatterie abkommandiert.
Anschließend an seine Armeezeit arbeitete er unter anderem als Grabredner. Im Jahr 1989 gründete er eine Ein-Mann-Agentur und holte mit ihr Weltstars auf die Bühnen Leipzigs. Er gilt auch als Erfinder der Classic Open, die jährlich auf dem Leipziger Markt stattfanden und dem Publikum durch verschiedene nationale und internationale Orchester Klassische Musik näher bringen sollten. Er selbst wurde wegen seiner vielen Veranstaltungen oft als Impresario bezeichnet.
Bereits seit seinen frühen Lebensjahren verband ihn eine Freundschaft mit der deutschen Schauspielerin Hildegard Knef (1925–2002). In tiefer Verbundenheit mit seiner Heimatstadt und deren Bürgern engagierte er sich in der Peter-Degner-Stiftung bis an sein Lebensende für Leipzigs Kulturszene.
Peter Degner verstarb am 15. Januar 2020 in thüringischen Bad Klosterlausnitz, wo er zu einer Reha-Behandlung weilte, an Herzversagen.

## Grabanlage

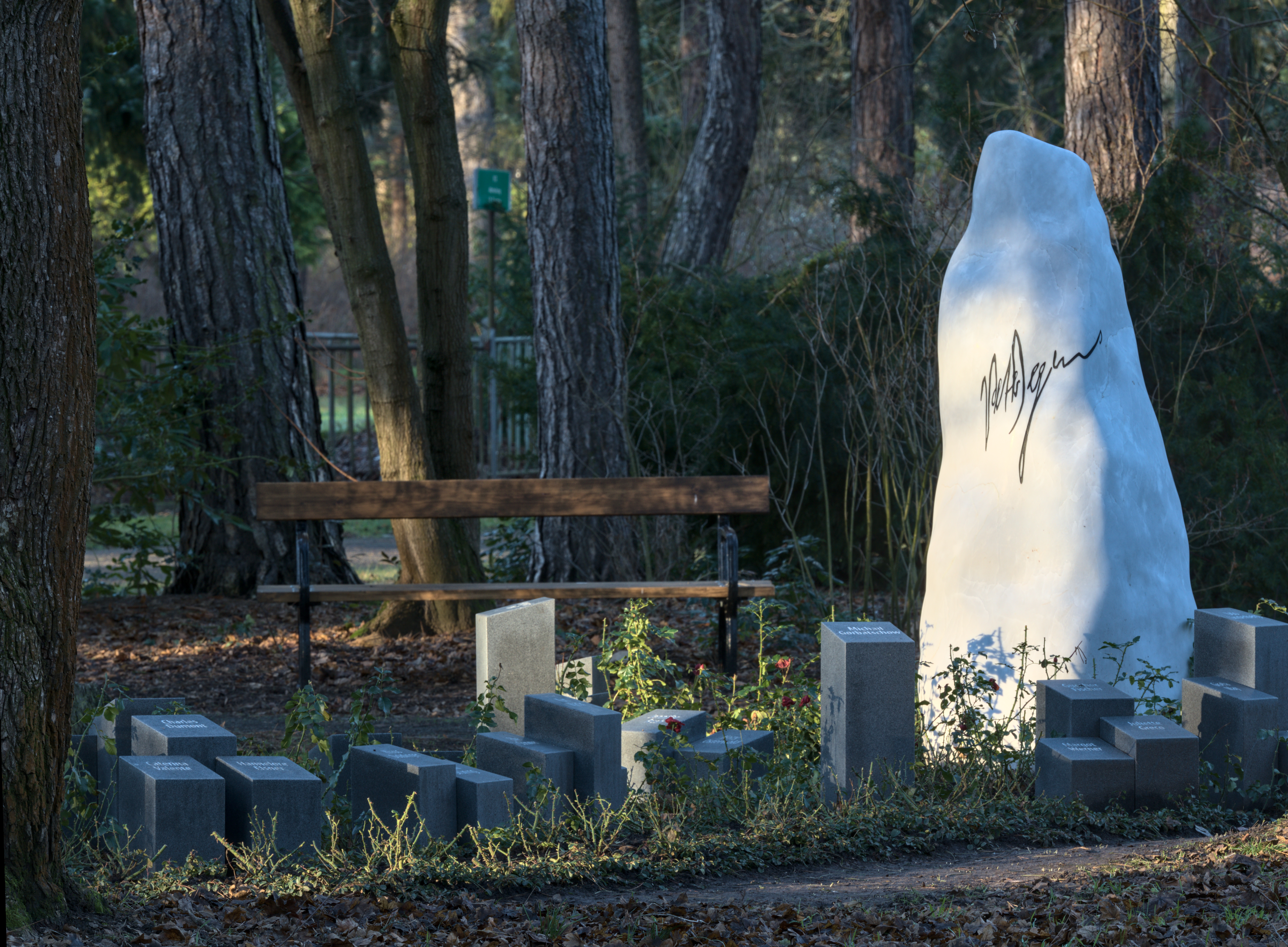
Grabstätte 2022
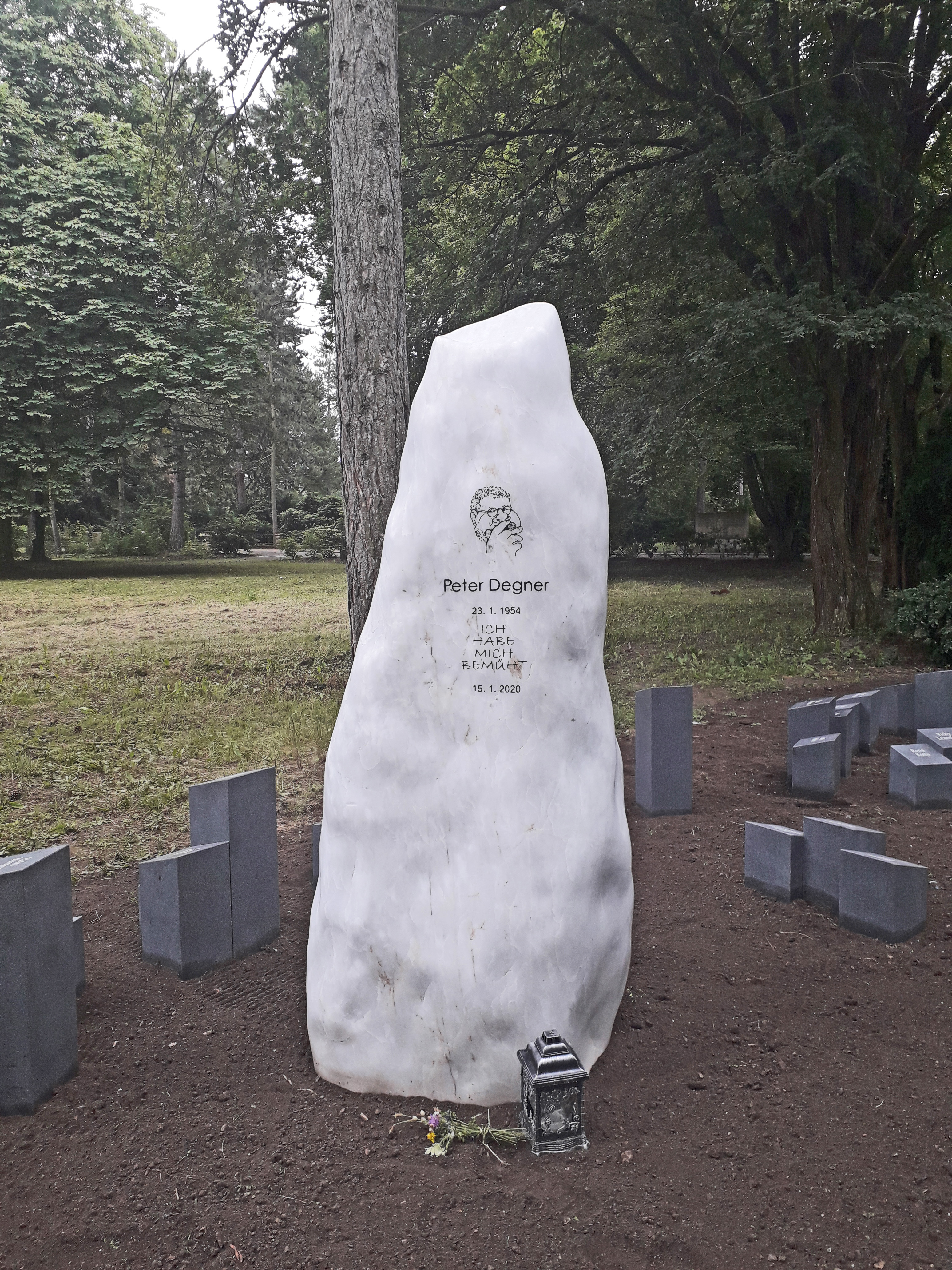
Grabstein Vorderseite
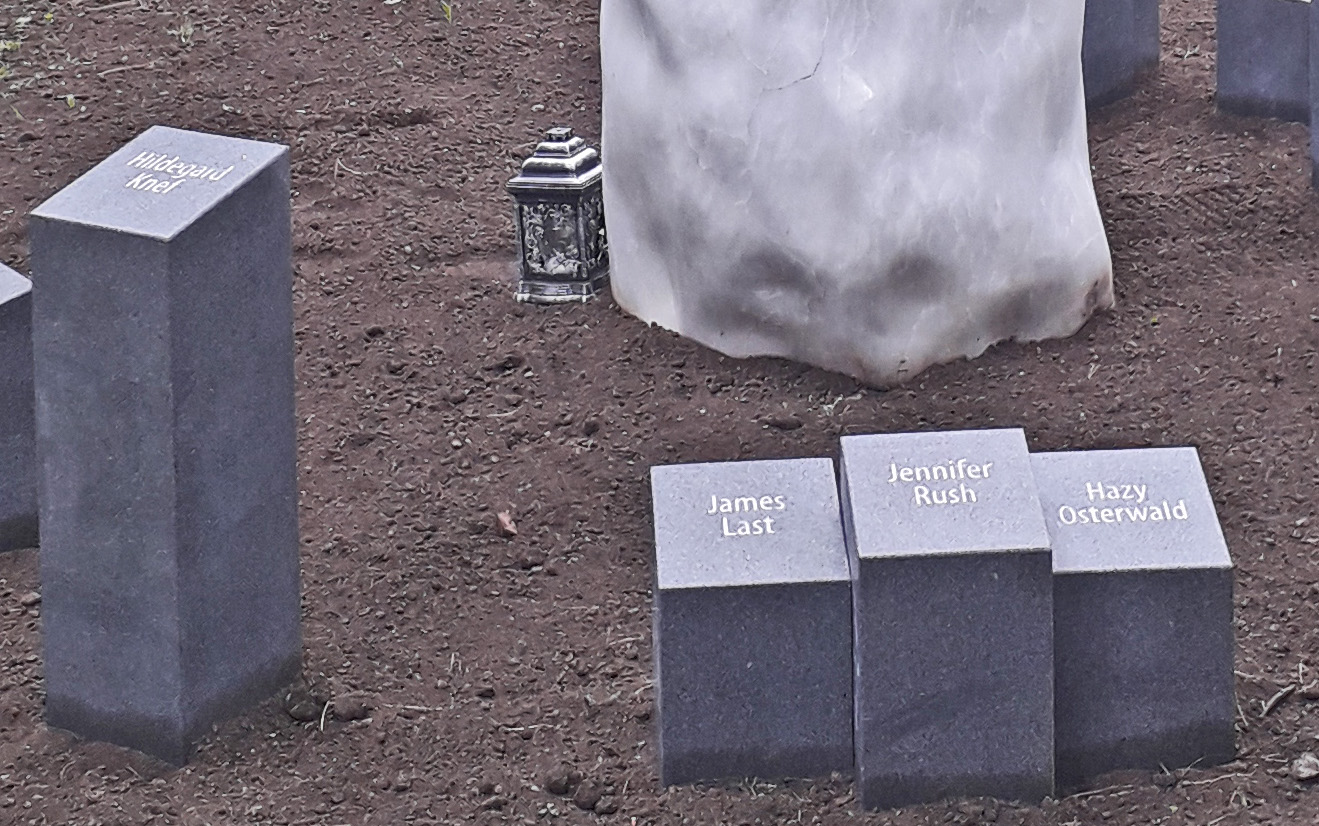
Einige der Künstlersteine

Er wurde nach einer auf dem Leipziger Südfriedhof veranstalteten Trauerfeier im Familiengrab auf dem Leipziger Ostfriedhof neben seiner Mutter beigesetzt. Der Grabstein zeigt auf der Vorderseite eine Karikatur von Degner sowie die Lebensdaten und den Satz  'Ich habe mich bemüht' . Auf der Rückseite ist sein Autograph eingraviert. Die um diesen ungewöhnlich geformten Stein gruppierten kleinen säulenartigen Steine tragen Namen von internationalen Stars, die Peter Degner in seine Heimatstadt Leipzig eingeladen hat und die  durch  sein Wirken  aufgetreten  sind. So finden sich dort unter anderem die Namen von James Last, Daliah Lavi und Hazy Osterwald sowie auch der von Hildegard Knef.

## Werke

### Musik-CD
- Peter Degner jr.: „Der Mensch muß unter die Leute“ – Treff mit P.D. 12 deutschsprachige Lieder. Hommage-Album mit Liedern von Hildegard Knef als Coverversionen von Peter Degner und mit Beiheft-Grußwort von Fips Fleischer. Produziert und aufgenommen von Bernd Herchenbach, co-arrangiert von Peter Herchenbach, eingespielt mit der Studioband Music Corporation of Berliner Straße. Gemischt im Ton-Synchron-Studio Herchenbach in Leipzig. CD-Nummer SKW-86095, Ohne Jahr (vor 1999[4])

### Buch
- … und ich dreh mich noch mal um – Vom Grabredner zum Impresario. Autobiographie. Neues Leben, 269 Seiten, Berlin 2018, ISBN 978-3-355-01872-2.

## Varia
Am 25. Januar 2020 veröffentlichten die Peter-Degner-Stiftung sowie Freunde und Partner des Impresarios eine Traueranzeige in der Größe einer vollständigen Zeitungsseite in der Leipziger Volkszeitung.